# Clic post-alvéolaire
Les clics post-alvéolaires sont une famille de consonnes à clic que l'on trouve uniquement en Afrique, ainsi que dans le langage rituel damin (en) d'une tribu aborigène d'Australie.
Le symbole dans l'alphabet phonétique international représentant l'articulation antérieure de ces sons est la lettre point d’exclamation ǃ. Il doit être combiné à un second symbole représentant l'articulation postérieure pour figurer un son réel de la parole. Les clics post-alvéolaires attestés comprennent :
- [k͡ǃ] ou [ǃ͡k] clic post-alvéolaire vélaire sourd (peut aussi être aspiré, éjectif, affriqué, etc.)
- [g͡ǃ] ou [ǃ͡g] clic post-alvéolaire vélaire voisé (peut aussi être soufflé, affriqué, etc.)
- [ŋ͡ǃ] ou [ǃ͡ŋ] clic post-alvéolaire vélaire nasal (peut aussi être sourd, aspiré, etc.)
- [q͡ǃ] ou [ǃ͡q] clic post-alvéolaire uvulaire sourd
- [ɢ͡ǃ] ou [ǃ͡ɢ] clic post-alvéolaire uvulaire voisé (généralement prénasalisé)
- [ɴ͡ǃ] ou [ǃ͡ɴ] clic post-alvéolaire uvulaire nasal

Le symbole ressemble à un point d'exclamation, mais ce n'en est pas un : il s'agit en fait du symbole du clic dental avec un point souscrit, l'ancien diacritique pour les consonnes rétroflexes.

## Caractéristiques
Voici les caractéristiques d'une consonne à clic post-alvéolaire :
- Son mode d'articulation est à clic, ce qui signifie qu'elle est produite grâce à l'air emprisonné entre deux points d'occlusion (antérieur et postérieur) de la cavité orale, mis en dépression par un mouvement rapide de la langue, puis libéré au point d'occlusion antérieur, donnant ainsi naissance à un phénomène d'implosion ressemblant à un claquement.
- Son point d’articulation antérieur est alvéolaire ou post-alvéolaire, ce qui signifie que la libération de l'air est effectuée par la langue sur ou derrière la crête alvéolaire, avec le corps de la langue courbé sur le palais, donnant naissance à un son proche d'une occlusive.
- Son point d’articulation postérieur peut être soit vélaire (partie antérieure de la langue contre le palais mou) soit uvulaire (dos de la langue contre ou près de la luette).
- Elle peut être soit orale soit nasale, ce qui signifie que l'air peut s’échapper par la bouche ou par le nez.
- C'est une consonne centrale, ce qui signifie qu’elle est produite en laissant l'air passer au-dessus du milieu de la langue, plutôt que par les côtés.
- Son mécanisme de courant d'air est ingressif vélaire, ce qui signifie qu'elle est produite par un déplacement de l'air dans la bouche sous l'action de la langue, et non par un flux glottal ou pulmonaire.

## Langues
Les clics post-alvéolaires sont courants dans les langues khoïsan, dans les langues voisines nguni, comme le zoulou et le xhosa, ainsi que dans la langue tanzanienne hadza.
En hadza, ils sont fréquemment battus, la face inférieure de la langue frappant le plancher de la bouche après libération du clic (percussive sublinguale, marquée [¡]).